# Эффект Рамзауэра

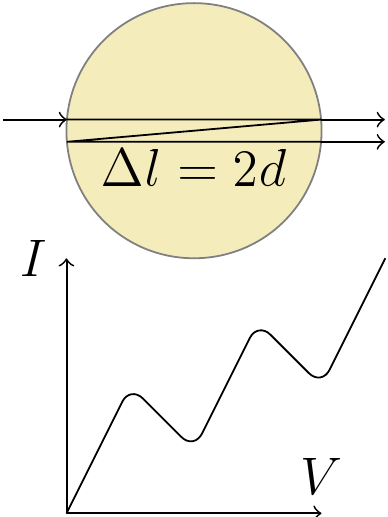
Условие аномально большого тока (сверху). Атом показан желтым цветом, траектория электрона — черная линия. Типичная ВАХ для аргона (снизу)

Эффе́кт Рамза́уэра (известен также как эффе́кт Рамза́уэра — Та́унсенда) — явление аномально слабого рассеяния медленных электронов атомами нейтральных газов. Впервые наблюдался в 1921 немецким физиком Карлом Рамзауэром при изучении рассеяния электронов в аргоне, а позже эффект наблюдался и в других веществах. 
Эффект не может быть описан с точки зрения классической механики, поэтому его открытие сыграло важную роль при становлении квантовой механики.

## История открытия
Эффект открыт К. Рамзауэром в 1921 году в результате изучения рассеяния электронов в газообразном аргоне. Им исследовалась зависимость сечения упругого рассеяния электрона в зависимости от его энергии. При уменьшении энергии в соответствии с классической механикой сечение должно возрастать, однако, в проведённом эксперименте при энергиях электронов меньших 16 эВ наблюдалось уменьшение сечения практически до нуля с минимумом, достигаемым при энергии порядка 1 эВ.
Независимо этот же эффект в то же время наблюдался Д. Таунсендом.
Позднее аналогичные наблюдения были сделаны и для некоторых других тяжёлых газов. Эффект также был косвенно подтверждён в опытах по измерению подвижности электронов в нейтральных газах.

## Объяснение эффекта

### Качественное объяснение
Эффект, обнаруженный Рамзауэром, не мог быть объяснён в рамках классической физики и получил своё объяснение только в квантовой механике после введения гипотезы де Бройля. В соответствии с этой гипотезой электрон обладает волновыми свойствами. В этом случае эффект Рамзауэра аналогичен эффекту пятна Пуассона в оптике. Роль «экрана» для электрона играет атом. Если длина волны де Бройля электрона сравнима с размером атома, то в результате дифракции электрона за атомом возникает максимум электронной волны — электрон «огибает» атом без рассеяния на нём.
Простой теоретический подсчет, предложенный Дэвидом Бомом, заменяет атом на потенциальную яму.
Более сложные подсчёты включают релятивизм электрона, электрон-электронное взаимодействие и спин-поляризационные эффекты.